# Lucas Cepeda
Lucas Antonio Cepeda Barturen (Viña del Mar, 31 de octubre de 2002) es un futbolista chileno. Juega de extremo por la izquierda, aunque en ocasiones tomando un rol de carrilero, usando toda la banda. Su equipo actual es Colo-Colo de la Primera División de Chile.
Surgido en las inferiores de Santiago Wanderers, debutó en el club porteño en 2021. Tras una notoria campaña en 2023 −en la que casi ascendieron a Primera División−, fue contratado en 2024 por Colo-Colo. Ese año fue reconocido como el mejor jugador joven del torneo chileno.
Jugando por Colo-Colo, tuvo sobresalientes actuaciones en Copa Libertadores 2024 y un considerable rol en la obtención del campeonato de liga nacional.

## Trayectoria

### Santiago Wanderers
En 2014, tuvo un breve paso por las divisiones inferiores de Colo-Colo en el Estadio Monumental David Arellano, academia que debió abandonar por el cansancio generado por los constantes viajes entre Santiago y Curauma, lugar donde residía en ese momento. Terminó su formación en las divisiones inferiores de Santiago Wanderers, club donde firmó su primer contrato profesional y comenzó a ser considerado como parte del primer equipo durante 2021.
Debutó profesionalmente en Santiago Wanderers el 24 de junio de 2021, siendo titular en la derrota por 0-1 en condición de local ante Deportes Concepción, en partido válido por Copa Chile. Posteriormente, el 25 de julio del mismo año, debutaría en Primera División en la caída por 2–0 frente a Palestino en el Estadio Municipal de La Cisterna. 
Luego del descenso del equipo wanderino a la Primera B, durante 2022 realizó apariciones esporádicas en el equipo caturro, siendo 2023 la temporada de su consolidación, no pudiendo coronar su campaña individual con el ascenso a la categoría de oro del fútbol chileno, tras caer en el partido definitorio ante Deportes Iquique.

### Colo-Colo
En febrero de 2024 es anunciado su fichaje por Colo-Colo de la Primera División.
El 3 de abril, anotó su primer gol internacional por Copa Libertadores en un triunfo 1–0 contra Cerro Porteño, siendo este una anotación a último minuto. A sus destacables actuaciones durante el campeonato de Primera División 2024, se sumaría su gol de media distancia en la victoria 1–2 de visita ante Junior de Barranquilla.
Esto permitió la clasificación de Colo-Colo a cuartos de final. Sin embargo, allí fueron eliminados por River Plate (derrota 2–1 en el resultado agregado). Pese a ello, el Cacique logró campeonar tras una estrecha disputa con el archirrival, Universidad de Chile, por la obtención del título.
El 22 de abril de 2025, anotó su tercer gol por Libertadores tras abrir el marcador en un empate 1–1 de local por fase de grupos contra Racing Club.

## Selección nacional

### Selección menor
En 2024 fue nominado por el entrenador Nicolás Córdova para jugar Preolímpico Sub-23 en Venezuela. Participó en 3 partidos.

#### Participaciones en Preolímpicos
| Eliminatorias              | Sede      | Resultado      | Posición | Partidos | Goles |
| -------------------------- | --------- | -------------- | -------- | -------- | ----- |
| Preolímpico Sub-23 de 2024 | Venezuela | Fase de grupos | 5°       | 3        | 0     |

### Selección adulta
El 19 de noviembre de 2024, Cepeda anotó sus dos primeros goles internacionales por la Selección de fútbol de Chile en una victoria 4−2 contra Venezuela válida por las eliminatorias del Mundial 2026.

#### Participaciones en Clasificatorias a Copas del Mundo
| Eliminatorias                   | Resultado | Posición | Partidos | Goles |
| ------------------------------- | --------- | -------- | -------- | ----- |
| Eliminatorias Norteamérica 2026 | En juego  | 10°      | 3        | 2     |

### Partidos internacionales
Actualizado hasta el 20 de marzo de 2025.
| Partidos internacionales | Partidos internacionales | Partidos internacionales                         | Partidos internacionales | Partidos internacionales | Partidos internacionales | Partidos internacionales | Partidos internacionales | Partidos internacionales | Partidos internacionales          |
| N.º                      | Fecha                    | Estadio                                          | Local                    | Resultado                | Visitante                | Goles                    | Asistencias              | DT                       | Competición                       |
| ------------------------ | ------------------------ | ------------------------------------------------ | ------------------------ | ------------------------ | ------------------------ | ------------------------ | ------------------------ | ------------------------ | --------------------------------- |
| 1                        | 10 de octubre de 2024    | Estadio Nacional, Santiago, Chile                | Chile                    | 1-2                      | Brasil                   |                          |                          | Ricardo Gareca           | Clasificatorias Norteamérica 2026 |
| 2                        | 15 de octubre de 2024    | Estadio Metropolitano, Barranquilla, Colombia    | Colombia                 | 4-0                      | Chile                    |                          |                          | Ricardo Gareca           | Clasificatorias Norteamérica 2026 |
| 3                        | 19 de noviembre de 2024  | Estadio Nacional, Santiago, Chile                | Chile                    | 4-2                      | Venezuela                | 38', 47'                 | 20' a Eduardo Vargas     | Ricardo Gareca           | Clasificatorias Norteamérica 2026 |
| 4                        | 8 de febrero de 2025     | Estadio Nacional, Santiago, Chile                | Chile                    | 6-1                      | Panamá                   | 53'                      | 2' a Nicolás Guerra      | Ricardo Gareca           | Amistoso                          |
| 5                        | 20 de marzo de 2025      | Estadio Defensores del Chaco, Asunción, Paraguay | Paraguay                 | 1-0                      | Chile                    |                          |                          | Ricardo Gareca           | Clasificatorias Norteamérica 2026 |
| Total                    | Total                    | Total                                            | Presencias               | 5                        | Goles                    | 3                        | 2                        |                          |                                   |

| Selección chilena | Selección chilena | Selección chilena |
| Año               | Partidos          | Goles             |
| ----------------- | ----------------- | ----------------- |
| 2024              | 3                 | 2                 |
| 2025              | 2                 | 1                 |
| Total             | 5                 | 3                 |

#### Goles internacionales
Actualizado hasta el 20 de marzo de 2025.
| Goles por la Selección de fútbol de Chile | Goles por la Selección de fútbol de Chile | Goles por la Selección de fútbol de Chile | Goles por la Selección de fútbol de Chile | Goles por la Selección de fútbol de Chile | Goles por la Selección de fútbol de Chile | Goles por la Selección de fútbol de Chile | Goles por la Selección de fútbol de Chile |
| #                                         | Fecha                                     | Lugar                                     | Rival                                     | Gol                                       | Resultado                                 | Competición                               |                                           |
| ----------------------------------------- | ----------------------------------------- | ----------------------------------------- | ----------------------------------------- | ----------------------------------------- | ----------------------------------------- | ----------------------------------------- | ----------------------------------------- |
| 1.                                        | 19 de noviembre de 2024                   | Estadio Nacional, Santiago, Chile         | Venezuela                                 | 3 – 2                                     | 4 – 2                                     | Clasificatorias Norteamérica 2026         |                                           |
| 2.                                        | 19 de noviembre de 2024                   | Estadio Nacional, Santiago, Chile         | Venezuela                                 | 4 – 2                                     | 4 – 2                                     | Clasificatorias Norteamérica 2026         |                                           |
| 3.                                        | 8 de febrero de 2025                      | Estadio Nacional, Santiago, Chile         | Panamá                                    | 5 – 1                                     | 6 – 1                                     | Amistoso                                  |                                           |

## Estadísticas

### Clubes
| Club                       | Div.          | Temporada     | Liga  | Liga  | Liga   | Copas nacionales | Copas nacionales | Copas nacionales | Torneos internacionales | Torneos internacionales | Torneos internacionales | Total | Total | Total  |
| Club                       | Div.          | Temporada     | Part. | Goles | Asist. | Part.            | Goles            | Asist.           | Part.                   | Goles                   | Asist.                  | Part. | Goles | Asist. |
| -------------------------- | ------------- | ------------- | ----- | ----- | ------ | ---------------- | ---------------- | ---------------- | ----------------------- | ----------------------- | ----------------------- | ----- | ----- | ------ |
| Santiago Wanderers · Chile | 1.ª           | 2021          | 6     | 0     | 0      | 1                | 0                | 0                | —                       | —                       | —                       | 7     | 0     | 0      |
| Santiago Wanderers · Chile | 2.ª           | 2022          | 23    | 4     | 2      | 1                | 0                | 1                | —                       | —                       | —                       | 24    | 4     | 3      |
| Santiago Wanderers · Chile | 2.ª           | 2023          | 32    | 3     | 5      | 2                | 0                | 0                | —                       | —                       | —                       | 34    | 3     | 5      |
| Santiago Wanderers · Chile | Total club    | Total club    | 61    | 7     | 7      | 4                | 0                | 1                | 0                       | 0                       | 0                       | 65    | 7     | 8      |
| Colo-Colo · Chile          | 1.ª           | 2024          | 20    | 3     | 4      | 7                | 3                | 0                | 7                       | 2                       | 0                       | 34    | 8     | 4      |
| Colo-Colo · Chile          | 1.ª           | 2025          | 14    | 3     | 5      | 5                | 1                | 0                | 6                       | 1                       | 0                       | 25    | 5     | 5      |
| Colo-Colo · Chile          | Total club    | Total club    | 36    | 6     | 9      | 12               | 4                | 0                | 13                      | 3                       | 0                       | 59    | 13    | 9      |
| Total carrera              | Total carrera | Total carrera | 95    | 13    | 16     | 16               | 4                | 1                | 13                      | 3                       | 0                       | 124   | 20    | 17     |
| 1. 2. 3.                   |               |               |       |       |        |                  |                  |                  |                         |                         |                         |       |       |        |

### Selecciones
| Selección      | Temporada     | Amistosos | Amistosos | Amistosos | Sudamérica | Sudamérica | Sudamérica | Mundial | Mundial | Mundial | Total | Total | Total  |
| Selección      | Temporada     | Part.     | Goles     | Asist.    | Part.      | Goles      | Asist.     | Part.   | Goles   | Asist.  | Part. | Goles | Asist. |
| -------------- | ------------- | --------- | --------- | --------- | ---------- | ---------- | ---------- | ------- | ------- | ------- | ----- | ----- | ------ |
| Sub-23 · Chile | 2024          | —         | —         | —         | 3          | 0          | 0          | —       | —       | —       | 3     | 0     | 0      |
| Sub-23 · Chile | Total         | 0         | 0         | 0         | 3          | 0          | 0          | 0       | 0       | 0       | 3     | 0     | 0      |
| Adulta · Chile | 2024          | —         | —         | —         | 3          | 2          | 1          | —       | —       | —       | 3     | 2     | 1      |
| Adulta · Chile | 2025          | 1         | 1         | 1         | 3          | 0          | 0          | —       | —       | —       | 4     | 1     | 1      |
| Adulta · Chile | Total         | 1         | 1         | 1         | 6          | 2          | 1          | 0       | 0       | 0       | 7     | 3     | 2      |
| Total carrera  | Total carrera | 1         | 1         | 1         | 9          | 2          | 1          | 0       | 0       | 0       | 10    | 3     | 2      |
| 1.             |               |           |           |           |            |            |            |         |         |         |       |       |        |

### Resumen estadístico
| Competición        | Partidos | Goles | Asist. |
| ------------------ | -------- | ----- | ------ |
| Primera División   | 40       | 6     | 8      |
| Primera B          | 55       | 7     | 7      |
| Copa Chile         | 15       | 4     | 1      |
| Supercopa de Chile | 1        | 0     | 0      |
| Copa Libertadores  | 13       | 3     | 0      |
| Selección adulta   | 7        | 3     | 2      |
| Total              | 131      | 23    | 18     |

## Palmarés

### Campeonatos nacionales
| Título             | Equipo    | País  | Año  |
| ------------------ | --------- | ----- | ---- |
| Primera División   | Colo-Colo | Chile | 2024 |
| Supercopa de Chile | Colo-Colo | Chile | 2024 |

### Distinciones individuales
| Distinción                                | Año  |
| ----------------------------------------- | ---- |
| Mejor jugador joven en la Gala Crack Easy | 2024 |